# Giulia Balbilla
Giulia Balbilla (in greco antico: Ἰουλία Βαλβίλλα?; Roma, 72 – dopo il 130) è stata una poetessa greca antica.

## Biografia
Era la figlia del principe di Commagene Gaio Giulio Archelao Antioco Epifane e di sua moglie Claudia Capitolina; Gaio Giulio Antioco Epifane Filopappo era il suo fratello maggiore.
Nacque probabilmente a Roma, poi si trasferì, dopo la morte del nonno Antioco IV di Commagene, ad Atene. Dopo la morte del padre, nel 92, si trasferì con la madre ad Alessandria d'Egitto, città d'origine di Claudia.
Amica e confidente di Vibia Sabina, moglie dell'imperatore Adriano, nel novembre del 130 Balbilla accompagnò la corte imperiale ad una visita ai Colossi di Memnone. In quell'occasione compose quattro epigrammi, per complessivi quarantacinque versi, che furono incisi sulla famosa "statua parlante" e rappresentano tutta la sua produzione poetica conservata. Il primo epigramma celebra la prima visita dell’imperatore Adriano che però non avrebbe
udito Memnone, il secondo parla della seconda visita più fortunata di Balbilla insieme all’imperatrice Plotina che odono chiaramente la statua, il terzo commenta il capriccioso silenzio del monumento al cospetto di Adriano, signore del mondo, il quarto documenta l’esperienza personale della stessa Balbilla che udì il suono o "voce" della statua. 
Gli epigrammi, in un evidente richiamo a Saffo e Alceo, sono redatti nel dialetto letterario eolico, del quale forniscono l'ultima testimonianza. La loro pregevole fattura è espressione di una poesia colta e raffinata, ispirata a Saffo.

## Gli epigrammi

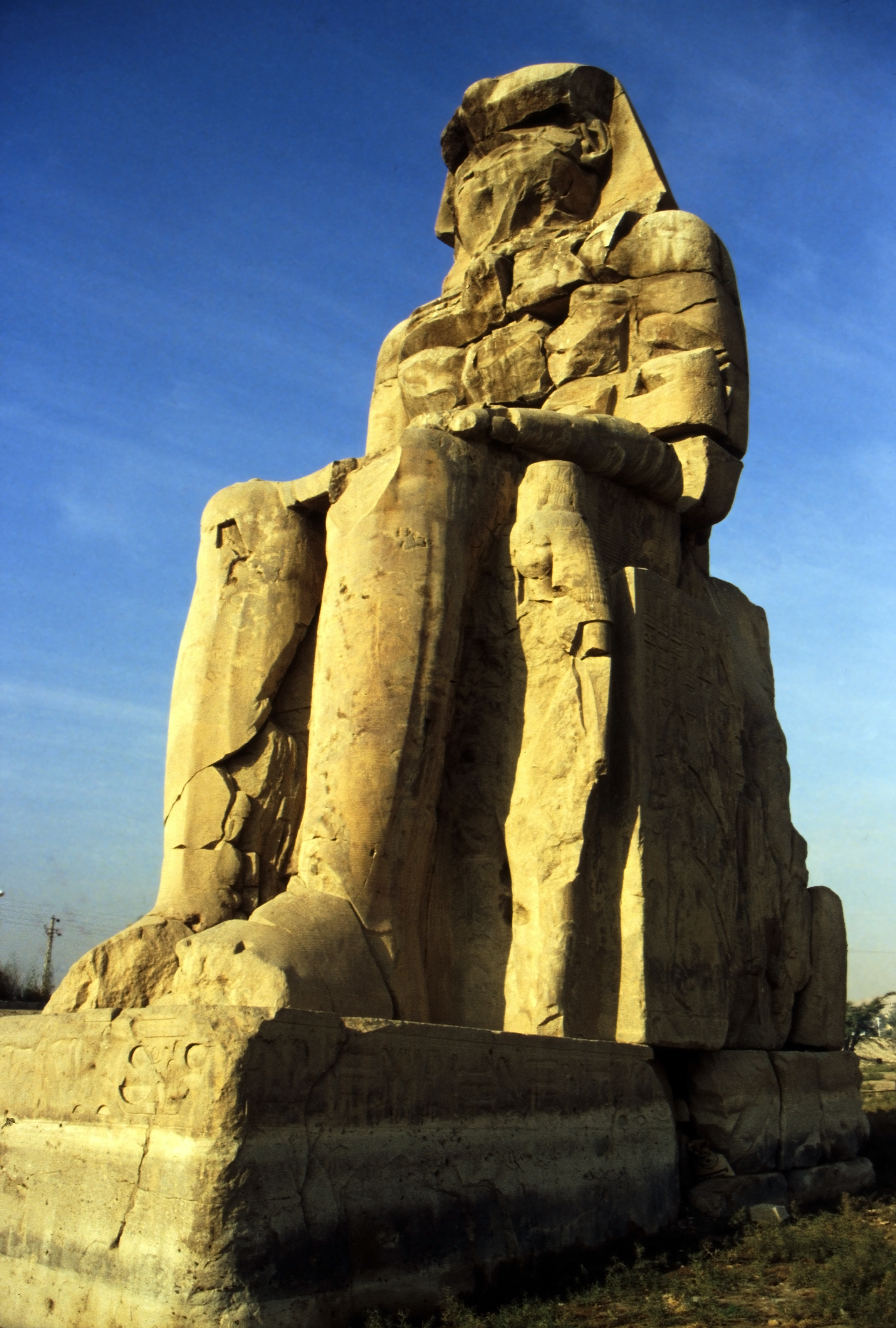
Colosso di Memnone o Amenhotep III. Gli epigrammi di Balbilla sono vergati sulla gamba e sulla caviglia sinistre.

Le iscrizioni di Balbilla sono state studiate per la prima volta in maniera sistematica da Letronne (1833), mentre l'edizione ad oggi più valida è quella elaborata dai fratelli André ed Étienne Bernand, dove gli epigrammi, nella catalogazione di tutte le epigrafi incise sui piedi e sulle gambe del colosso, sono associate ai numeri 28, 29, 30, 31.
Tutti gli epigrammi, ad eccezione del 31, presentano una breve intestazione in prosa, mentre il testo poetico è sempre in distici elegiaci; il dialetto utilizzato è perlopiù quello eolico di Saffo e Alceo (VII-VI secolo a.C.), ma numerosi sono anche i prestiti dalla tradizione omerica.
Tutti gli epigrammi sono caratterizzati da una finalità encomiastica nei confronti della coppia imperiale, pur mitigata da un desiderio di valorizzazione personale.
Notevole è anche l'epigramma 29, che, se nella prima metà si concentra su temi ricorrenti anche negli altri tre, nella seconda metà si concentra sulle nobili origini della poetessa: in particolar modo, viene posto l'accento sulla pietas dei due nonni di Balbilla, Antioco IV di Commagene e Tiberio Claudio Balbillo, in contrapposizione all'empietà di Cambise II di Persia, che, secondo alcune tradizioni, sarebbe stato il fautore della mutilazione del colosso (avvenuta, in realtà, a causa di un terremoto nella prima metà del I a.C.).
L'ultimo epigramma è stato considerato il meno ufficiale, come se Balbilla avesse voluto lasciare una propria testimonianza privata; ciò non toglie che la forma con cui è stato redatto rimane aulica e curata. L'ultimo epigramma, presentando una doppia datazione, consente inoltre di ricavare maggiori dettagli cronologici sulla visita imperiale al Colosso: in tutta probabilità, la visita si svolse il 20 e il 21 novembre del 130 d.C. Balbilla fa inoltre riferimento all'ora prima e all'ora seconda, tanto che i critici Bernand e Rosenmeyer si sono interrogati se occorresse interpretare gli epigrammi nell'ordine di incisione sul colosso, o se il 30 dovesse essere considerato come testimonianza del primo giorno di ascolto dopo il 28, oppure, come proposto da Rosenmeyer, di interpretare l'ordine così come era, per cui il 19 novembre (ep. 28) ci fu la visita privata di Adriano, il 20 novembre (ep. 29) non ci fu ascolto e Adriano non era presente, il 21 novembre (ep.30) ci fu un nuovo ascolto delle due donne, testimoniato dalla stessa Sabina dell'epigramma 32 edizione Bernand, con datazione del momento dell'ascolto, e infine l'epigramma 31, privo di artifici e adulazioni poetiche, in cui vi si limita a dare un resoconto delle visite. 
Ci sono stati problemi di interpretazione per quest'ultimo a causa di un acrostico, incomprensibile a causa della maldestria del lapicida che incise materialmente l'epigramma sul colosso.